# 夏普
夏普（日语： Shāpu */?）是源自日本的跨國電子產品公司，為日本8大電機製造商之一，現屬鴻海科技集團旗下。由早川德次在1912年9月5日於東京創立，1924年將總部移至大阪至今。在《财富》杂志於2015年评选的「全球500大企業」排行榜中，夏普名列第470名。
夏普自2008年陷入長期虧損，因而尋求外部金援以擺脫經營困境。在2016年8月13日由台資的鴻海科技集團以3,888億日圓取得66%的股權，納為其旗下子公司，成為日本第一家被外資收購的大型電子製造商。

## 中文名稱
夏普的中文名稱在中國大陸及台灣使用「夏普」，在香港、澳門則使用「聲寶」（早期在廣州也曾使用此名稱），但此處的「聲寶」名稱與台灣的家電廠商「聲寶公司」（SAMPO）並無關係。

## 歷史

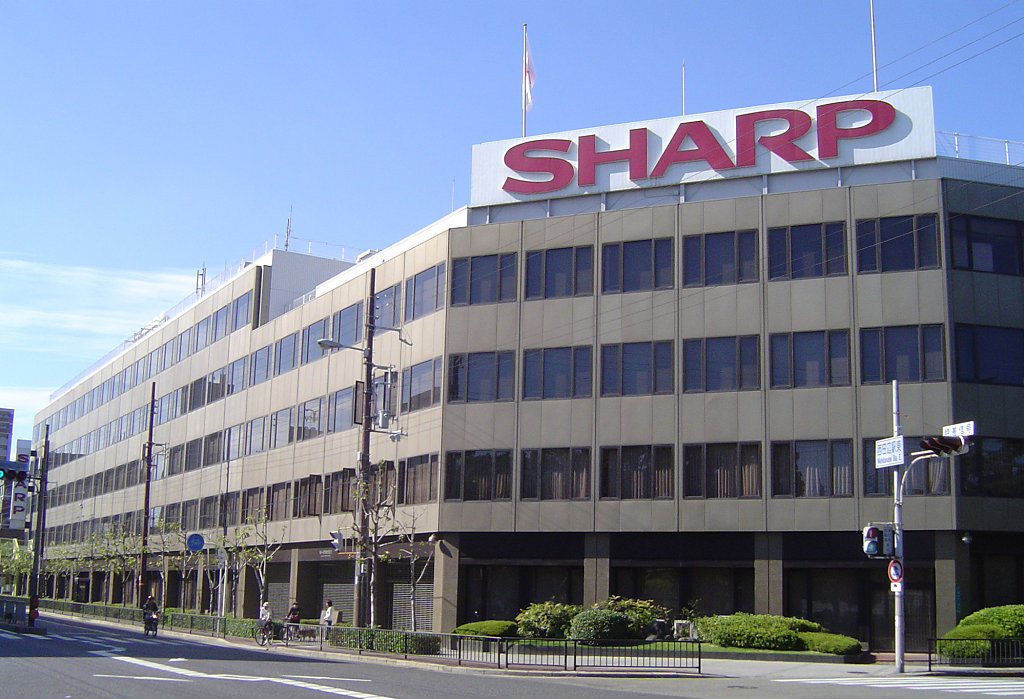
夏普位於日本大阪市阿倍野區的舊總部大樓

夏普的起源，可以追溯至創辦人早川德次於1912年9月5日在東京本所創設的金屬加工廠，最初生產銷售的是早川德次發明不須在皮帶上打孔的男用皮帶扣「德尾錠」，當時的創業資本為50日圓。
1915年，早川德次接到自動鉛筆金屬零件的訂單，經過改良後，早川德次發明「早川式自動鉛筆」，並和哥哥共同成立了「早川兄弟商會金屬文具製作所」，開始生產銷售自動鉛筆，並外銷至歐洲。在持續改良後，1916年決定以“Ever-Ready Sharp Pencil”作為新款自動鉛筆的品牌，取其“不用削，可永保筆芯尖銳”的意思。「Sharp Pencil」（シャープペンシル）後來在日本也成為自動鉛筆的代名詞，而後夏普公司使用的「SHARP」商標就是來自於此。
1919年，早川德次開始擴大生產規模，並在1920年成立第二間工廠、1921年成立第三間工廠。但在1923年關東大地震後的火災將工廠燒毀，早川德次決定解散「早川兄弟商會」，將原有事業轉讓給總部設於大阪的「日本文具製造株式會社」，並一同遷移至大阪、將生產技術轉移給日本文具製造株式會社。
1924年，早川德次完成技術轉移後，在大阪成立「早川金屬工業研究所」，最初生產銷售金屬文具的零件。1925年，早川德次生產出日本第一台自行生產的礦石收音機，並首次在收音機上使用「SHARP」的商標，此後收音機成為早川金屬工業研究所的主要產品。隨著業務範圍的擴大，1935年早川德次將工廠改組為公司法人，以30萬日圓的資本成立「株式會社早川金屬工業研究所」。1936年，公司更名為「早川金屬工業株式會社」；1942年，再次更名為「早川電機工業株式會社」。這段期間，早川先後涉入了馬達、日光燈等產品領域，並在當時屬於日本外地的台北、漢城設立了辦公室，和泉、京都成立了工廠。1949年，股票在大阪證券交易所上市。
由於「Sharp」為公司產品的品牌，早川電機工業於1948年開始使用「Sharp」（シャープ、夏普）之名設立子公司及銷售系統，先後成立了「夏普商事株式會社」、「夏普電機株式會社」、「大阪夏普販賣株式會社」、「Sharp Electronics Corporation」（美國子公司）、「大阪夏普服務株式會社」、「沖繩夏普電機株式會社」（琉球子公司，當時為美國統治琉球時期）、「夏普事務機販賣株式會社」、「Sharp Electronics (UK) Limited」（英國子公司）。1970年決定也將總公司名稱變更為「夏普株式會社」（シャープ株式会社、Sharp Corporation），早川德次也在這年卸任社長職務，改由佐伯旭擔任社長。
夏普先後在1951年開發出日本第一台電視機、1962年發表微波爐、1964年開發電子計算機、1987年開發了第一台具有漢字表現功能的電子辭典（或稱“電子記事簿”、PDA）、1992年發佈ViewCam家用攝影機、2004年推出第一部水波爐（Healsio）；亦發明了可抵抗H5N1的PCI離子用於空氣清淨機、空調等家電產品。蘋果公司在1990年代開始開發的掌上電腦Apple Newton也是委託夏普协作開發及負責製造的。
2008年起，由於液晶經營策略的錯誤，液晶面板產線稼動率過低，開始影響公司獲利；2009年更首次出現虧蝕，此後進入長期虧損。2012年開始尋求外部資金協助，2015年為取得現金而將總部大樓售予宜得利家居，但資金仍不足支付債務。最終在2016年決定引進台灣鴻海科技集團的資金，也成為日本第一個被外資企業收購的大型家電公司；同時，為了降低營運費用，總部遷移至位於大阪府堺市的堺工廠。

### 鴻海併購
2012年，臺灣的鴻海科技集團計劃斥資1,330億日圓入股夏普，取得夏普10.95%股權及其與索尼合資的面板廠「夏普顯示產品公司」（Sharp Display Products Corporation）的46.48%股權。但最終由於股價認定及經營權等問題，鴻海當時並未完成夏普的入股，僅取得夏普顯示產品公司37.61%股權，而夏普顯示產品公司在完成股權轉讓後更名為「堺顯示產品公司」（Sakai Display Products Corporation），並由鴻海集團參與營運。
鴻海集團以入主堺工廠為契機，持續探詢與夏普進一步合作，甚至入股主導公司營運的可能，被臺灣媒體稱為「鴻夏戀」。此後雙方曾先後洽談將夏普於馬來西亞及墨西哥的電視機工廠售予鴻海集團，但最終也未能達成協議。夏普直到2016年2月才决定接受鴻海集團的援助，最終鴻海以3,888億日圓取得夏普66%之股權，經各國反壟斷審查通過後，鴻海於同年8月完成出資作業，開始主導夏普之營運。
2016年8月由於夏普財報中累積負債超過公司總資產，公司股票一度由原本的東證1部被降至東證2部交易，直到鴻海科技集團入主夏普並重整經營後於2017年12月重新返回至東證1部掛牌。
2018年6月夏普與東芝達成協議，以40億日圓收購東芝負責個人電腦業務之子公司東芝客戶解決方案80.1%股權，再次投入個人電腦業務；交易已於同年10月1日完成。2019年1月，東芝客戶解決方案更名Dynabook。2020年8月，夏普收購Dynabook剩餘股權，Dynabook成為夏普全資子公司。

### 歷任社長
| 任別 | 姓名     | 任職期間      | 任職期間 | 任職期間      | 備註                                           |
| ---- | -------- | ------------- | -------- | ------------- | ---------------------------------------------- |
| 1    | 早川德次 | 創立          | ～       | 1970年        | 創辦人                                         |
| 2    | 佐伯旭   | 1970年        | ～       | 1986年        |                                                |
| 3    | 辻晴雄   | 1986年        | ～       | 1998年        | 佐伯旭女婿之兄                                 |
| 4    | 町田勝彦 | 1998年        | ～       | 2007年        | 佐伯旭之女婿                                   |
| 5    | 片山幹雄 | 2007年        | ～       | 2012年        | 曾任夏普液晶事業部長                           |
| 6    | 奥田隆司 | 2012年        | ～       | 2013年        |                                                |
| 7    | 高橋興三 | 2013年        | ～       | 2016年8月12日 |                                                |
| 8    | 戴正吳   | 2016年8月13日 | ～       | 2020年6月24日 | 鴻海集團併購後的首任社長，亦為首位非日籍社長。 |
| 9    | 野村勝明 | 2020年6月25日 | ～       | 2022年6月26日 |                                                |
| 10   | 吳柏勲   | 2022年6月27日 | ～       | 2024年6月27日 |                                                |
| 11   | 沖津雅浩 | 2024年6月28日 | ～       | 現任          |                                                |

## 國際發展

### 台灣發展

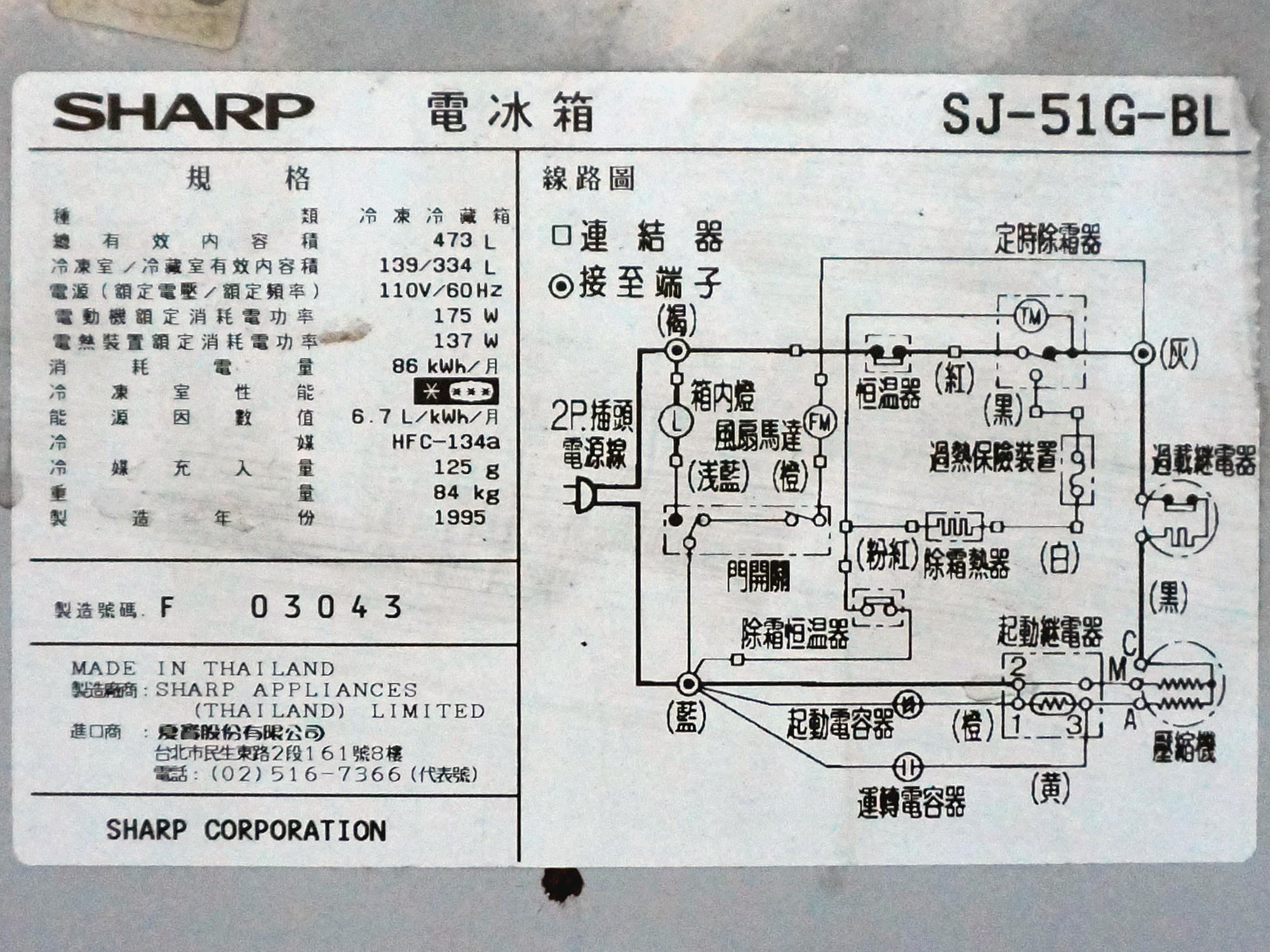
夏寶代理之夏普電冰箱SJ-51G-BL背面規格標籤。

1969年，夏普與台灣家電大廠技術合作，開始在台灣生產彩色電視機。1990年，夏普與聲寶進一步合作，共同出資成立「夏寶股份有限公司」（SHARP Corporation (Taiwan)），為夏普正式在台分公司，負責在台灣銷售夏普家電產品。2016年，由於鴻海集團入主夏普，夏普決定將台灣的銷售業務轉由鴻海集團旗下的「超視堺國際股份有限公司」接手，因此夏寶於同年解散。2017年7月1日，夏普獨資成立「台灣夏普國際股份有限公司」（Sharp (Taiwan) Electronics Corporation）；2019年刪除「國際」二字。2019年10月25日，夏普宣布，為了擴大台灣市場銷售、提高市佔率，決定提高對震旦電信（Aurora Telecom）持股比重，將震旦電信納為子公司。2020年9月，震旦電信旗下連鎖通訊通路品牌震旦通訊更名為「夏普震旦」。
此外，夏普在台灣的光電及電子元件由1991年獨資設立之子公司「夏普光電股份有限公司」（Sharp Electronic Components (Taiwan) Corp.，簡稱SECT）負責。2016年6月30日，夏普光電解散，營運二十五年未見虧損。

### 香港發展
1957年，夏普委任樂聲電器有限公司為香港獨家代理商，專責處理夏普產品在香港的銷售及售後服務。直到1987年，改由樂聲與夏普各以均等股權（50%-50%）合資成立的「聲寶-樂聲（香港）有限公司」負責，並成為夏普在香港和澳門的獨家代理商，同時也進入中國華南地區的代理市場。
2016年鴻海科技集團入主夏普後，聲寶-樂聲（香港）有限公司遭停止營運，聲寶產品在香港及澳門的獨家代理權改由時捷集團旗下公司「時捷電氣有限公司」負責。由2020年6月9日起，聲寶牌電視及家庭電器產品之香港及澳門代理權轉交由大昌貿易行有限公司負責，「時捷電氣」主力發展聲寶牌商業系統及辦公室解決方案產品。

### 中国大陸发展
夏普於2005年設立了負責中國大陸銷售的「夏普商贸（中国）有限公司」。2010年底至2011年初，在上海、南京兩地設立了研發中心，2011年10月在北京設立了地區總部「夏普（中国）投资有限公司」。目前夏普在中國擁有1地區總部、6家生產基地、2家銷售公司、2家研發中心。

### 美洲發展
2015年7月，夏普退出包含北美洲及南美洲的電視機市場，以2370萬美元將位於墨西哥的電視機工廠售予中國家電公司海信集團，並授予海信在巴西除外美洲區域使用夏普商標五年，至2021年1月5日。。但在2016年鴻海入主夏普之後，夏普改變經營方針決定擴大電視銷售，試圖與海信談判收回美洲之品牌授權，但遭到海信拒絕；2017年4月夏普單方面通告終止品牌授權，並於6月提起訴訟試圖收回授權，同時決定創設新品牌及商標重新進入美洲電視市場。
2018年2月23日，夏普撤訴海信，並終於和海信達成共識奪回商標權，重返美國電視市場。

## 產品
- SHARP旗下的液晶電視機系列為「AQUOS」，採用ASV技術型和NEC推出的ExtraView型的液晶面板，像素是蜂窩狀或者六角形。在近年更研發出配備四原色顯示技術和3D電視，而在2012年於日本市場推出多款達60-80吋的電視，SHARP已經在旗下LCD電視上安裝LED背光顯示，以達至節省能源的效果。
- SHARP也生產了多部行動電話和平板電腦，並與日本各大通信業者配合供貨，如DoCoMo、au、SoftBank等。在2017-2021年是日本市佔率第二高的本土行動電話製造業者[48][49][50][51][52]。
- SHARP在日本推出多款PCI離子空氣淨化器，產品還應用在空調、冰箱、水波爐、風扇、洗衣機、除塵機、電風筒等；至2017年2月底，搭載PCI離子產品的家電在全球售出7,000萬部[53]。
- SHARP在2012年重點開發IGZO面板技術，其IGZO面板技術已經廣泛應用於旗下智能手機。
- AQUOS CRYSTAL 系列：AQUOS CRYSTAL、AQUOS CRYSTAL 2、AQUOS CRYSTAL X。

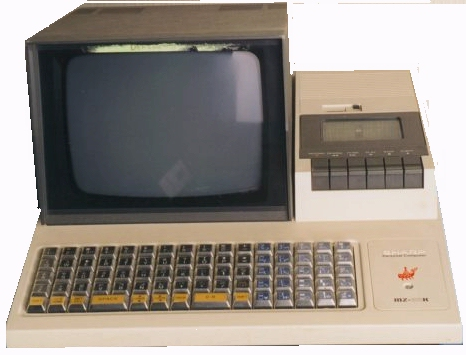
1978年發表的個人電腦MZ-80K（日语：MZ-80#MZ-80K）
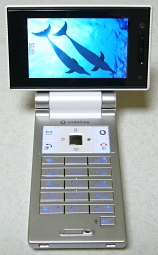
2006年發表的第一代AQUOS攜帶 Vodafone 905SH（日语：905SH）
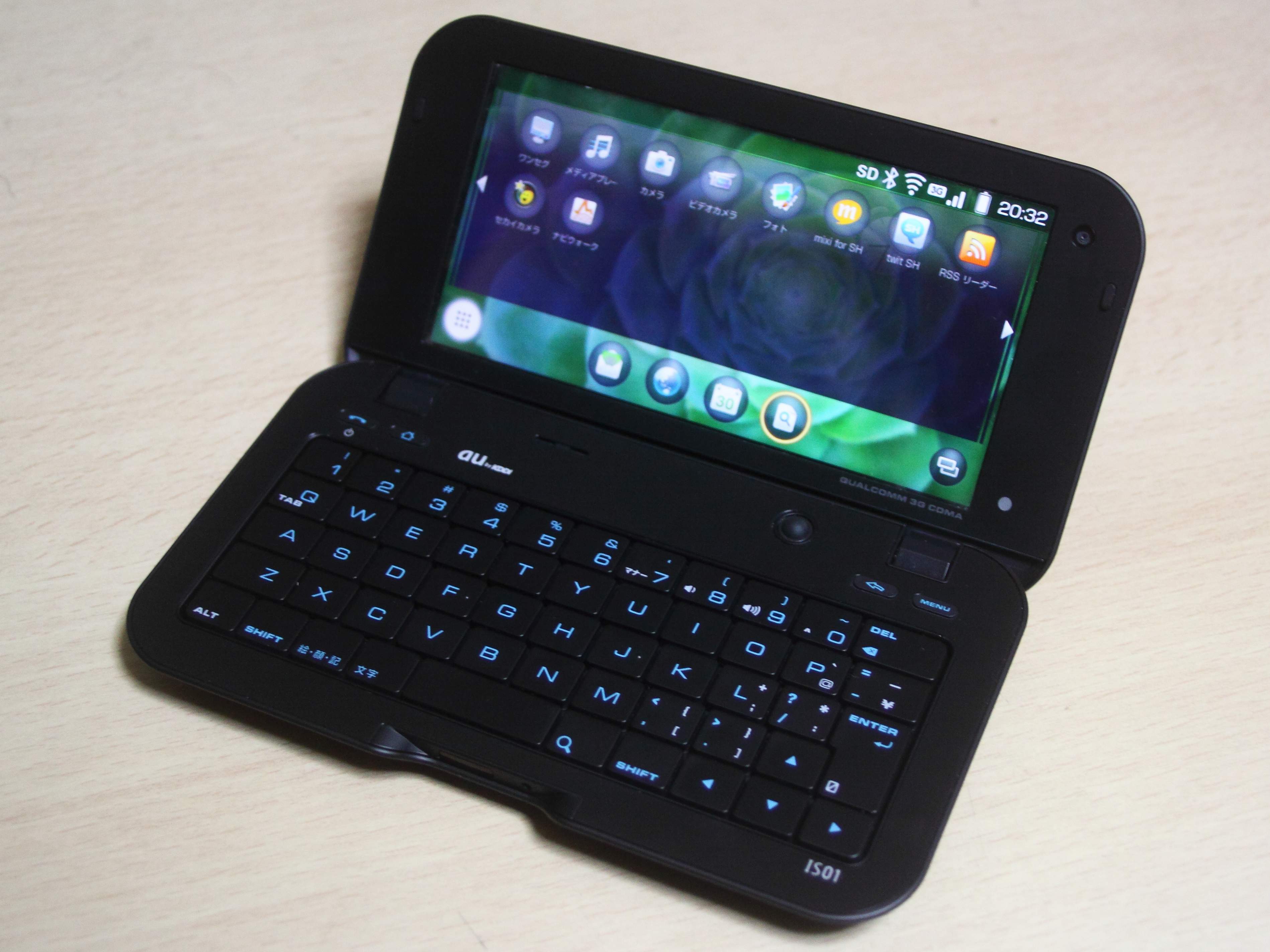
2010年發表的日本第一台採用Android的Smartbook au IS01（日语：IS01）（SHI01）

### 日本以外的行動電話
早期一般型手機時代夏普就有向海外發展如在台灣及香港推出不少手機，例如與日本同型號的（903SH）就引入至台灣（WX-T91）及香港（SX833）。
夏普於日本以外地區推出ODM版本智慧型手機，如SH8118USH（姊妹機為Commtiva Z71）、SH8128U、SH8298U；以及SH530U、SH631W、SH630E、SH837W、SH930W等內置Feel UX系統界面的海外團隊設計ODM手機；2016年至2017年又推出了AQUOS S2（搭載Smile UX）、AQUOS S3 MINI（搭載Smile UX）、AQUOS S（搭載Smile UX）、M1（搭載Feel UX）、Z2（搭載Feel UX）、Z3（姊妹機為SK LUNA S）等海外機款，但其海外研發團隊與日本本土團隊較無干涉（除世界首創FFD異形全螢幕技術的AQUOS S2由日本夏普首席設計師宮田正志操刀）。
康法科技曾於2016年在台灣代理與日本夏普當年同型旗艦機款（AQUOS ZETA SH-04H/AQUOS SERIE SHV34/AQUOS Xx3）的AQUOS P1，後來代理權回歸直屬日本夏普的台灣夏普亦引進跟日本夏普同型的旗艦機款如AQUOS R3、AQUOS ZERO、AQUOS ZERO 2、AQUOS R5G。

## 組織

### 組織架構
夏普公司下目前分為四個事業群、九個事業本部：
- 智慧家庭群
  - IoT通信事業本部
  - 健康與環境系統事業本部
  - 能源解決方案事業本部
- 智慧商務方案群
  - 商業解決方案事業本部
- 物聯網電子設備
  - 相機模組相機本部
  - 電子設備事業本部
- 先進顯示系統群
  - 電視系統事業本部
  - 顯示設備公司
- 研究開発事業本部
- 海外事業
  - 美洲
  - 亞洲
  - 中國
  - 歐洲
- 管理統轄本部
- 品牌設計本部
- 品質、環境本部

### 主要子公司及廠房

#### 日本國內廠房
- 千葉縣

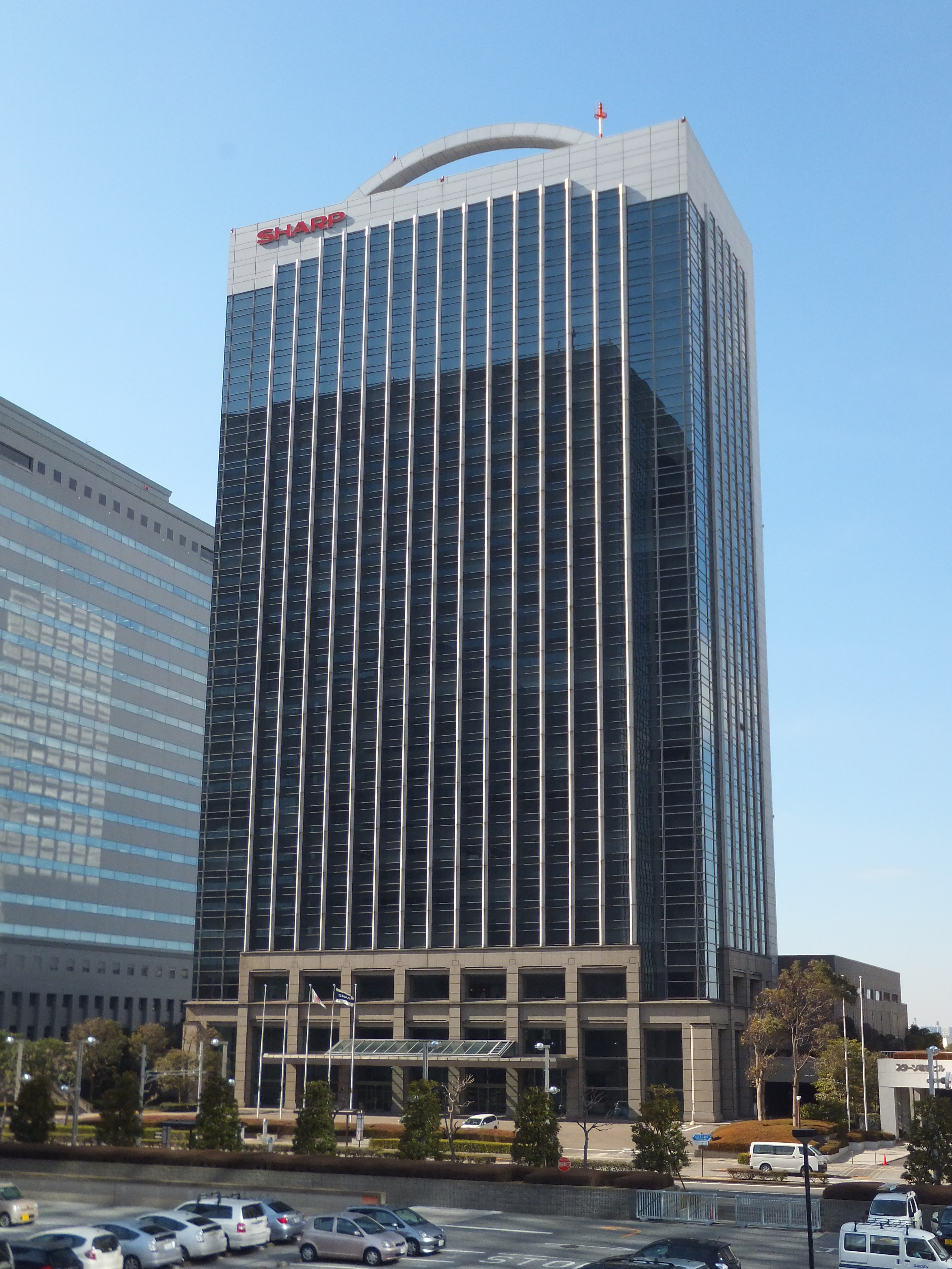
夏普幕張大厦

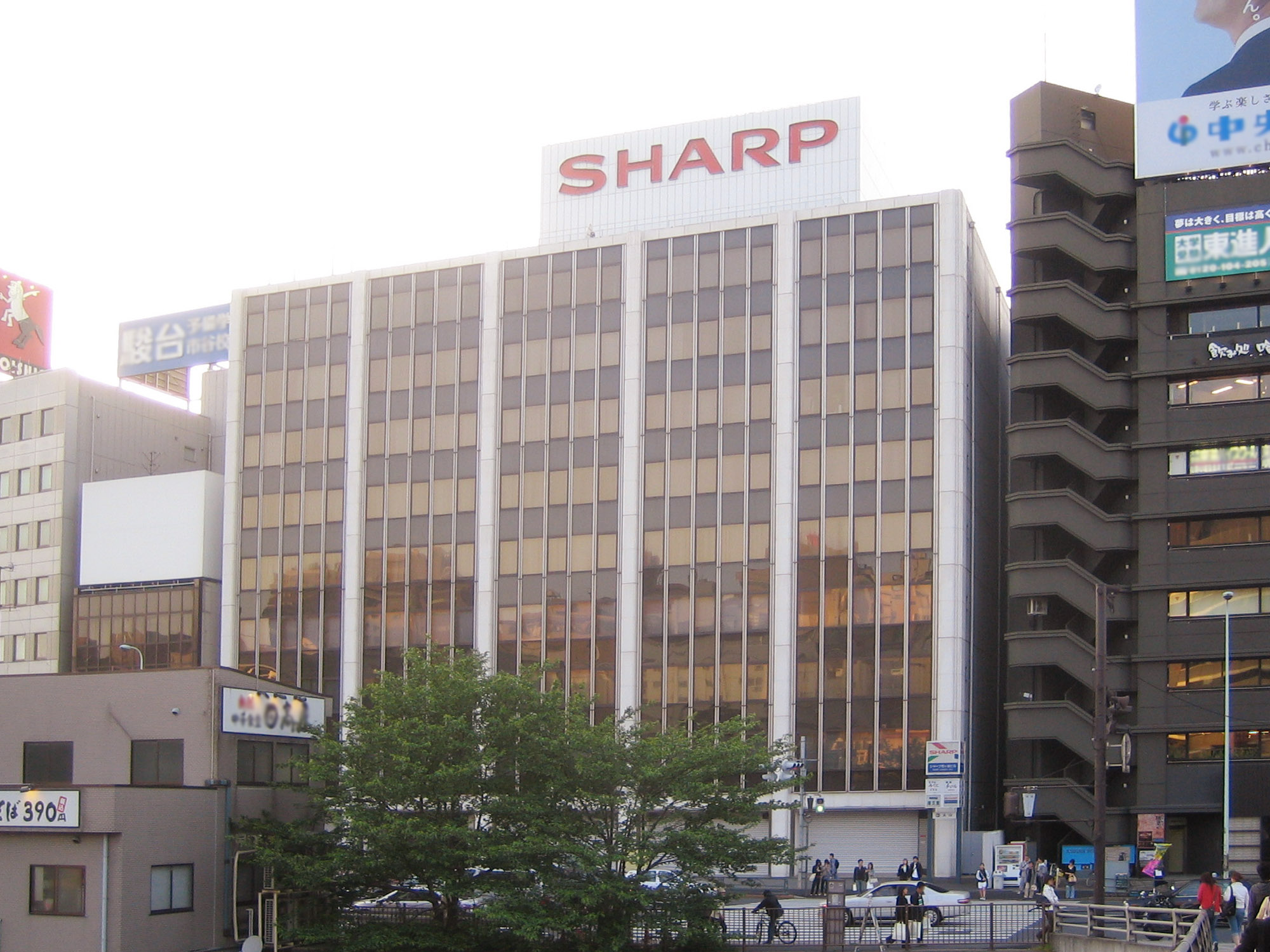
夏普東京市谷大廈

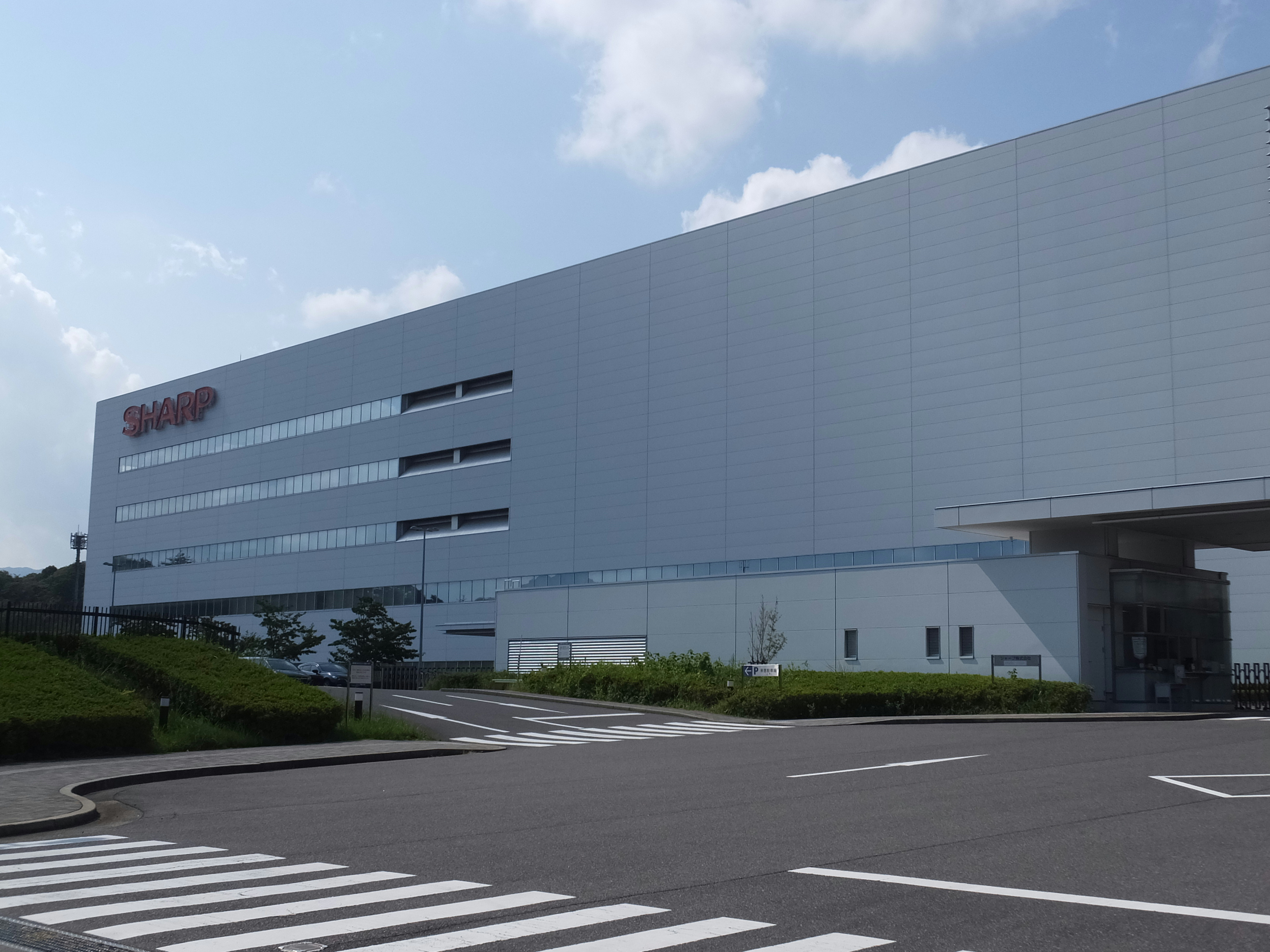
夏普龜山第一工廠

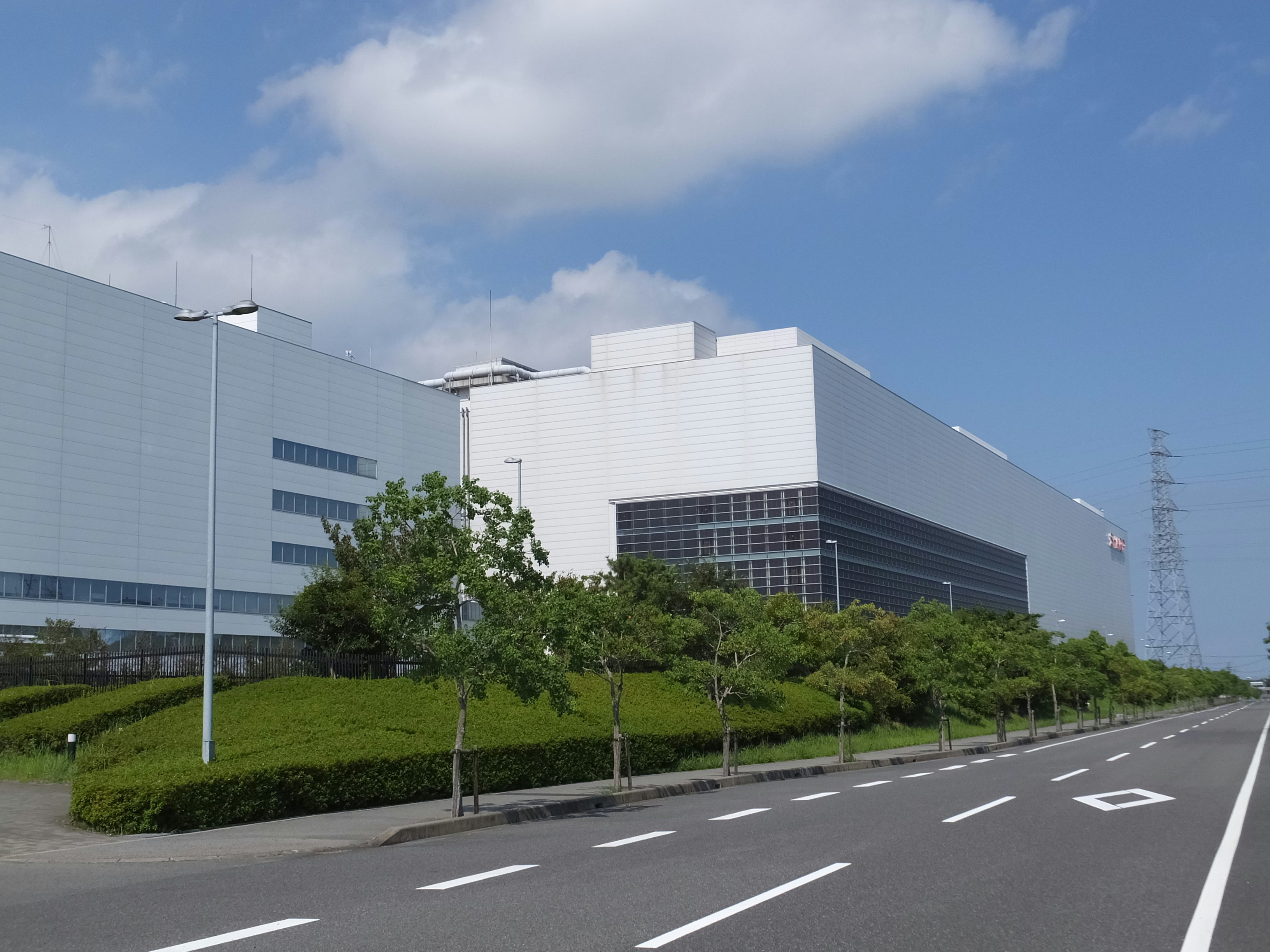
夏普龜山第二工廠

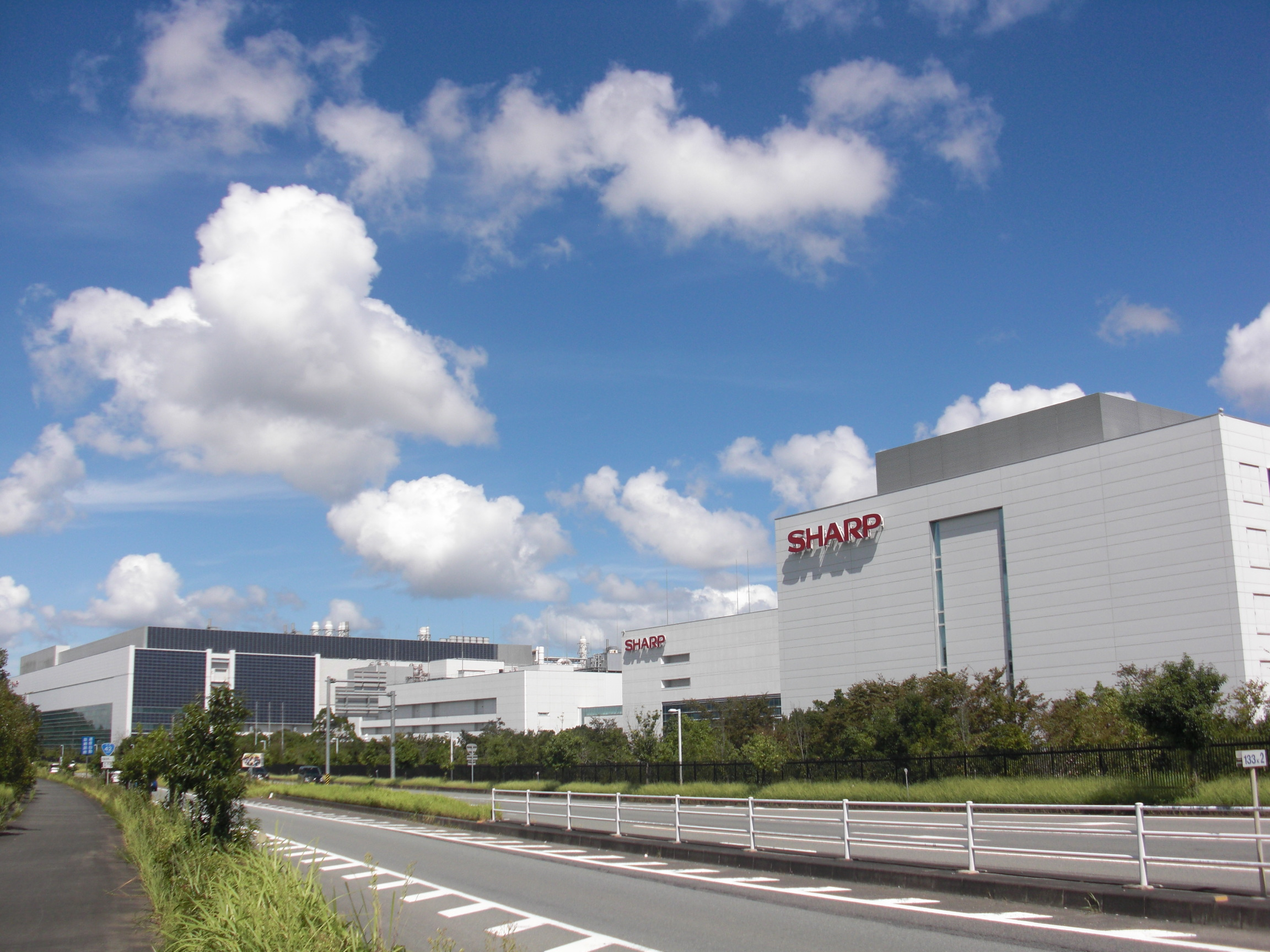
夏普三重工廠

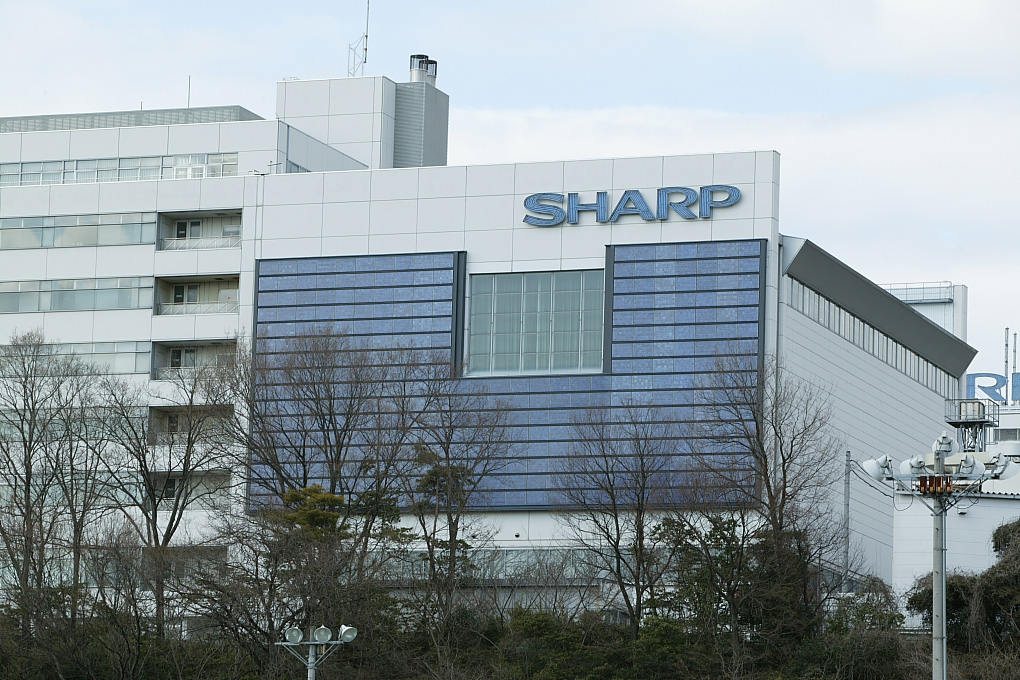
综合研发中心

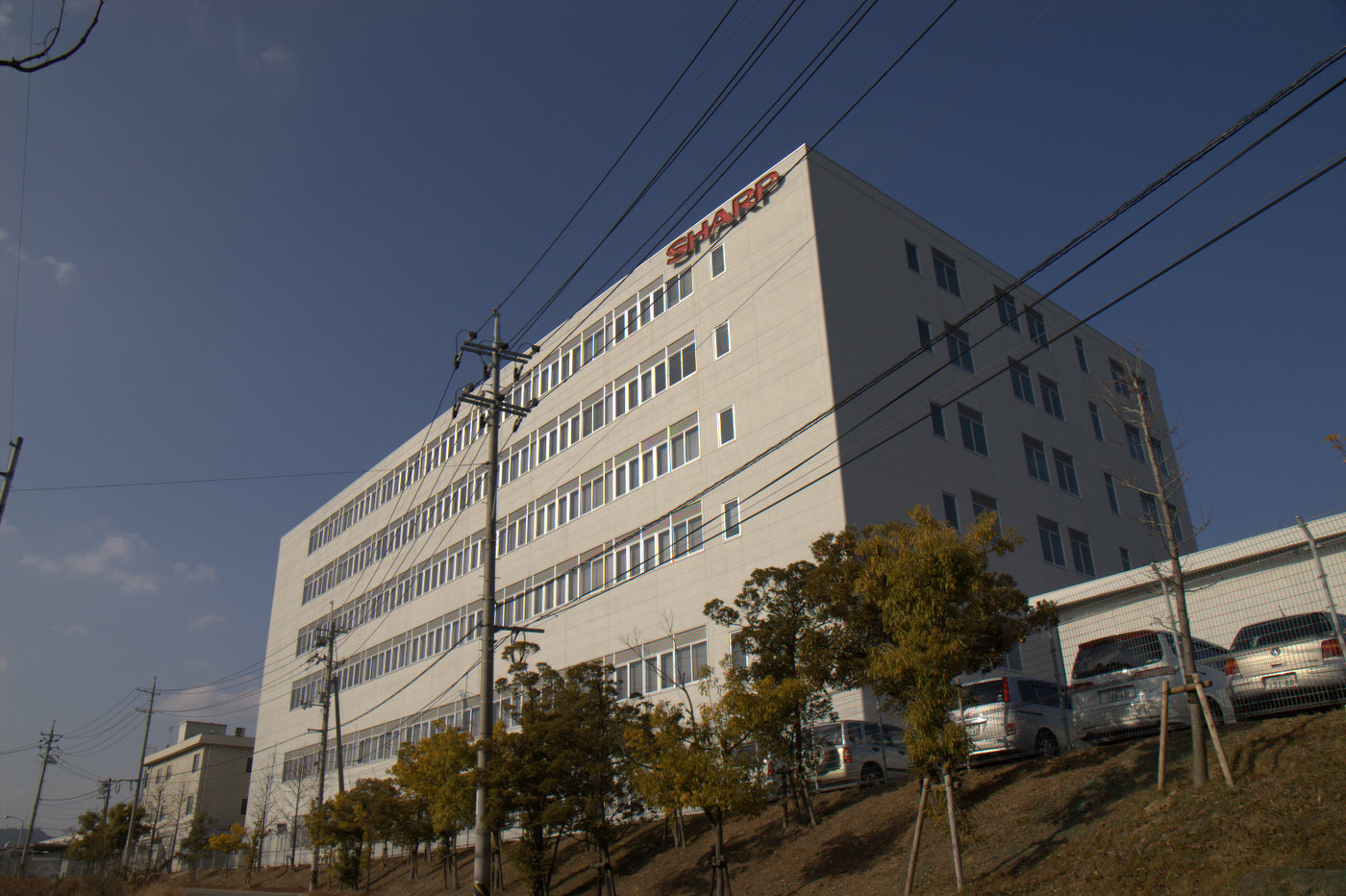
廣島工廠

  - 東京支社幕張大厦（位於千葉市美濱區、1992年7月落成）
- 栃木縣
  - 栃木工廠（位於矢板市）：液晶電視組裝廠（2018年12月底結束液晶電視量產）[64]
- 石川縣
  - 白山工廠（位於白山市）：生產中小型液晶（於2020年向JDI購入）[65]
- 三重縣
  - 龜山第1工廠（日语：シャープ亀山工場）（位於龜山市）：現為專門生產iPhone液晶面板（由蘋果公司出資1000億日元協助改造生產線）。
  - 龜山第2工廠（位於龜山市）：現生產平板電腦用液晶、任天堂3DSLL面板、IGZO面板。
  - 三重工廠（位於多氣郡多氣町）：生產中小型液晶（2020年3月24日開始生產口罩）[66][67]
  - 三重第2工廠（位於多氣郡多氣町、1998年開始投産）
  - 三重第3工廠（位於多氣郡多氣町、2003年開始投産）
- 奈良縣
  - 综合研发中心（位於天理市）
  - 葛城工廠（位於葛城市）：太陽能發電、蓄電池等能源系統（1981年完成，預定2020年關閉，產線將移至八尾工廠）
  - 天理工廠（位於天理市）：生產中小型液晶
  - 奈良工廠（位於大和郡山市）：組裝電視機、影印機
- 大阪府
  - 八尾工廠（位於八尾市）：生產白色家電（2019年9月結束量產、產線移至海外）[68]
  - 平野工廠（位於大阪市）：家電維修、複合機銷售（預定2020年關閉，產線將移至八尾工廠）
- 廣島縣
  - 廣島工廠（位於東廣島市）：生產行動電話
  - 福山工廠（位於福山市）：生產半導體電子元件（2020年6月閒置土地建築物轉售三菱集團）[69][70]

#### 日本國內子公司
財報合併計算之子公司
- 夏普行銷日本股份公司（設於大阪府八尾市）
  - 家庭解決方案公司（設於大阪府八尾市）
  - 商務解決方案公司（設於千葉縣千葉市美濱區）
  - 客戶服務公司（設於大阪府八尾市）
- 夏普能源解決方案股份公司（設於大阪府八尾市）
- 夏普貿易有限股份公司（設於大阪府堺市堺區）
- 夏普米子股份公司（設於鳥取縣米子市）
- 夏普三重股份公司（設於三重縣津市）
- 夏普支援服務股份公司（設於千葉縣千葉市美濱區）
- ScienBiziP Japan股份公司（設於大阪市阿倍野區）：智慧財產權相關業務
- AIoT Cloud股份公司（設於東京都江東區）：業界雲端合作智慧生活推廣
- Cocoro Life股份公司（設於大阪府八尾市）

其他子公司
- 夏普特選工業股份公司（設於大阪府大阪市阿倍野區）
- 一站式支援股份公司（設於大阪府八尾市）
- 夏普辦公室租賃股份公司（設於東京都江東區）
- 夏普準時達股份公司（設於大阪府堺市堺區）
- 夏普生命科學股份公司（設於兵庫縣神戶市中央區）
- 關西回收系統股份公司（設於大阪府枚方市）
- 康達智股份公司（設於栃木縣矢板市）
- 夏普高屋電子工業股份公司（設於岡山縣里庄町）
- 夏普財務股份公司（設於大阪府大阪市中央區）
- 沖繩夏普電機股份公司（設於沖繩縣那霸市）
- 堺顯示產品股份公司（設於大阪府堺市堺區）
- NTT數據SBC公司（設於大阪府大阪市中央區）
- Dynabook公司（設於東京都江東區）
- 夏普顯示器技術（SDTC）（設於三重縣龜山市）[71]

#### 海外子公司
美洲
- Sharp Electronics Corporation （位於美國新澤西州）：家電、商用產品及電子元件生產銷售
- Sharp Home Appliances Company of America (位於美國田納西州）
- Sharp Laboratories of America, Inc.（位於美國華盛頓州）：研發
- Sharp Electronics of Canada Ltd. （位於加拿大安大略省）：家電及商用產品銷售
- Sharp Corporation Mexico, S.A. de C.V. （位於墨西哥墨西哥市）：家電及商用產品銷售

歐洲
- Sharp Electronics (Europe) Limited （位於英國倫敦）：歐洲總部
  - Sharp Manufacturing Company of U.K. （位於英國雷克斯漢姆）
  - Sharp Business Systems UK Plc. （位於英國倫敦）：商用產品銷售
  - Sharp International Finance (U.K.) Plc. （位於英國倫敦）：金融業務。
  - Sharp Laboratories of Europe, Ltd. （位於英國牛津：研發。
  - Sharp Electronics (Europe) GmbH （位於德國漢堡）
  - Sharp Devices Europe GmbH （位於德國漢堡）：電子產品銷售。
  - Sharp Business Systems Deutschland GmbH （位於德國漢堡）：商用產品銷售。
  - Sharp Business Systems Sverige AB （位於瑞典斯德哥爾摩)：商用產品銷售。
  - Sharp Electronics (Schweiz) AG （位於瑞士呂施利孔）：家電及商用產品銷售。
  - Fritz Schumacher AG （位於瑞士苏黎世）
  - Sharp Business Systems France S.A.S. （位於法國巴黎）：商用產品銷售。
  - Sharp Manufacturing France S.A. （位於法國）：商用產品生產銷售。
  - Sharp Electronics (Italia) S.p.A. （位於義大利米蘭）：家電、商用產品及電子元件銷售。
  - Sharp Electronics Benelux B.V. （位於荷蘭）：家電、商用產品及電子元件銷售。
  - Universal Media Corporation /Slovakia/ s.r.o. （位於斯洛伐克布拉迪斯拉发）
  - UMC Poland sp. z o.o. （位於波蘭托伦）
  - Sharp Electronics Russia LLC. （簡稱SER，位於俄羅斯莫斯科）：家電、商用產品銷售。

中國、香港

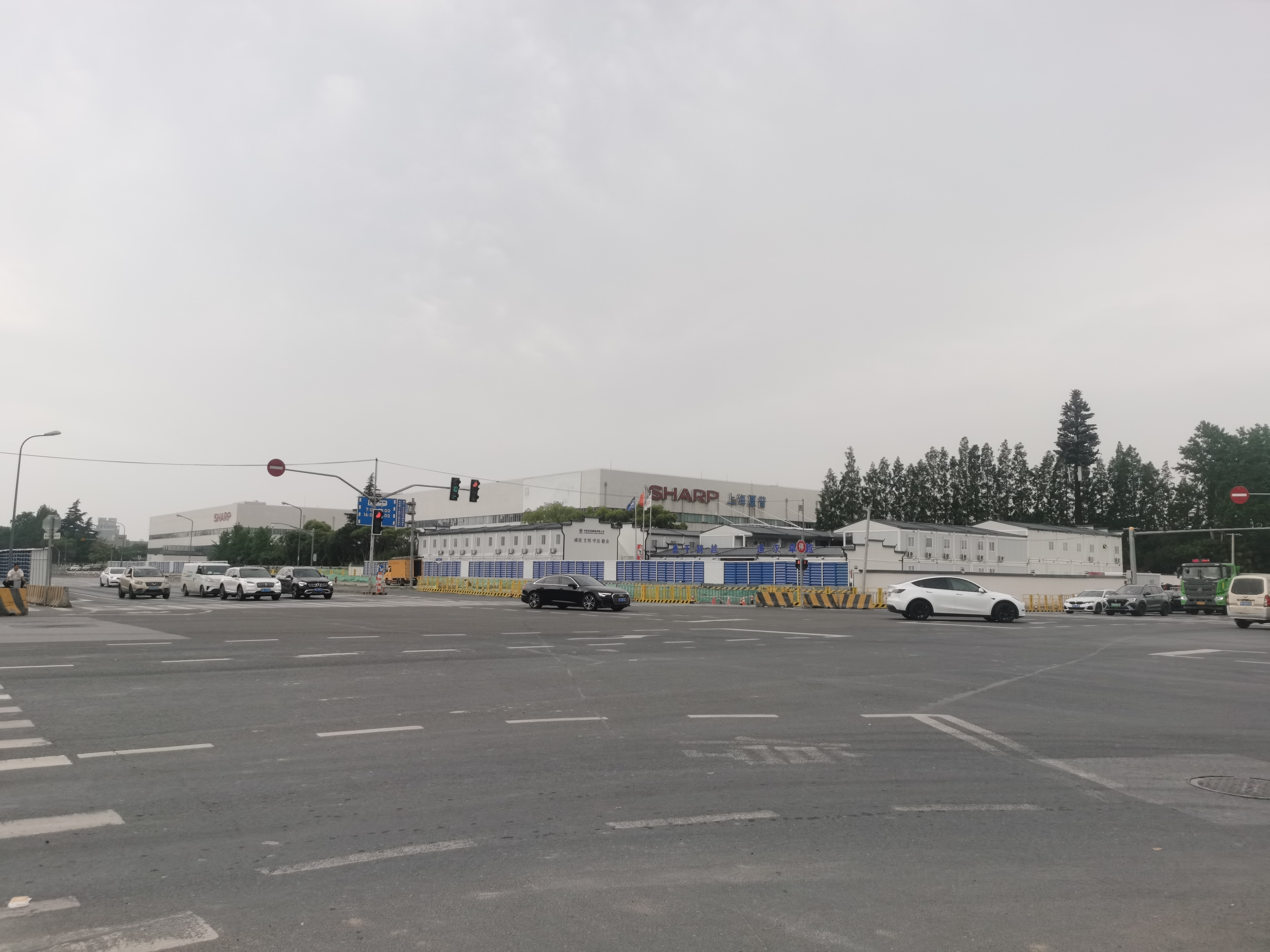
上海夏普電器有限公司

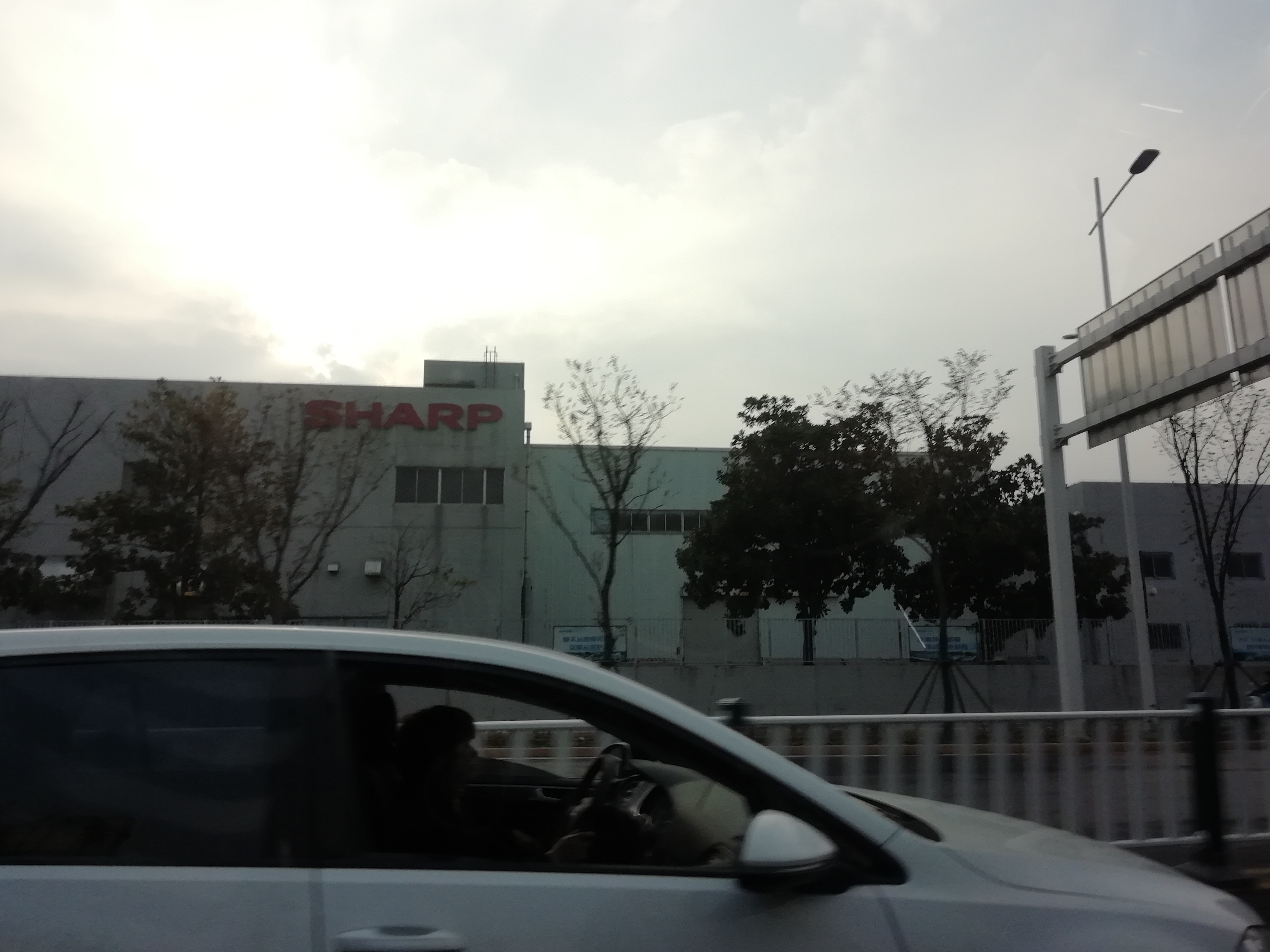
夏普辦公設備（常熟）有限公司

- 夏普科技（深圳）有限公司（位於中國深圳市）
- 夏普（中國）投資有限公司 （位於中國北京市）：中國總部。
  - 夏普商貿（中國）有限公司 （位於中國上海市）：家電及商用產品銷售。
  - 上海夏普電器有限公司 （位於中國上海市）：家電生產。
  - 夏普電子（上海）有限公司（位於中國上海市）：銷售電子元件；家電開發。
  - 夏普高科技研發（上海）有限公司 （位於中國上海市）：研發。
  - 上海夏普模具工業控制系統有限公司 （位於中國上海市）
  - 上海雲儀電子貿易有限公司 （位於中國上海市）
  - 南京夏普電子有限公司 （位於中國南京市）：家電、電子元件生產銷售。
  - 夏普電子研發（南京）有限公司 （位於中國南京市）：家電、電子元件開發。
  - 夏普辦公設備（常熟）有限公司 （位於中國常熟市）：商用產品生產銷售。
  - 無錫夏普電子元器件有限公司（位於中國無錫市）：電子元件生產銷售。
- Sharp Hong Kong Limited （位於香港）

亞太地區
- 台灣夏普股份有限公司（位於台灣台北市）
- Sharp Manufacturing Corporation (M) Sdn. Bhd. （位於馬來西亞柔佛）：家電及電子元件生產銷售。
- Sharp Electronics (Malaysia) Sdn. Bhd.（位於馬來西亞雪蘭莪）：家電開發生產銷售。
- Sharp Malaysia Sales & Service Company Sdn. Bhd. （位於馬來西亞雪蘭莪）
- S & O Electronics (Malaysia) Sdn. Bhd. （位於馬來西亞吉打）
- Sharp Singapore Electronics Corporation Pte., Ltd. （位於新加坡）
- Sharp Electronics (Singapore) Pte.,Ltd. (位於新加坡）：電子產品銷售。
- Sharp Appliances (Thailand) Ltd. （位於泰國北柳府）家電及商用產品生產銷售。
- Sharp Manufacturing (Thailand) Co.,Ltd. （位於泰國佛統府）：家電、商用產品及太陽能發電系統生產銷售。
- Sharp Solar Solution Asia Co., Ltd. （位於泰國曼谷：太陽能發電系統開發。
- Sharp Thai Co., Ltd. （位於泰國曼谷）
- P. T. Sharp Electronics Indonesia （位於印尼西爪哇省）：家電生產銷售。
- P. T. Sharp Semiconductor Indonesia（位於印尼西爪哇省）：電子元件生產銷售。
- Sharp Electronics (Vietnam) Company Limited （位於越南胡志明市）：家電及商用產品銷售。
- Sharp Manufacturing Vietnam Company Limited （位於越南平陽省）：生產家電及商用產品。
- Sharp (Phils.) Corporation （位於菲律賓馬尼拉）：家電、商用產品生產銷售。
- Sharp Business Systems (India) Private Ltd. （位於印度新德里）：家電及商用系統銷售。
- Sharp Software Development India Pvt. Ltd. （位於印度班加羅爾）：軟體開發。
- Sharp India Limited （位於印度馬哈拉施特拉邦）
- Sharp Corporation of Australia Pty. Ltd. （位於澳大利亞新南威爾士）：家電及商用產品銷售。
- Sharp Corporation of New Zealand Ltd. （位於紐西蘭奧克蘭）：家電及商用產品銷售。

中東、非洲
- Sharp Middle East Free Zone Establishment （位於阿拉伯聯合酋長國杜拜）：家電及商用產品銷售。

## 外部連結
- 全球（英文）
  - 日本 （页面存档备份，存于）（日語）
  - 台灣 （页面存档备份，存于）（繁體中文）
  - 中国 （页面存档备份，存于）（简体中文）
  - 香港 （页面存档备份，存于）（繁體中文）